# Winterl József Jakab
Winterl József Jakab, gyakran Winterl Jakab (Steyr, Felső-Ausztria, 1739. április 15. – Pest, 1809. november 23.) magyar orvos, kémikus, botanikus. Sokoldalú tudós kutatóprofesszor, aki orvosként kezdett, majd a Nagyszombati Egyetemen a kémia és a botanika nemzetközileg is ismert magyarországi nagyságai közé emelkedett.

## Életpályája
A felső-ausztriai Steyrben született. Tanulmányait a bécsi egyetemen végezte el. Bécsben orvosi és Crantz vezetése alatt botanikai tanulmányokkal foglalkozva az orvosi és bölcseleti doktorátust szerezte meg. Eleinte Felső-Ausztriában gyakorló orvos, majd a felső-magyarországi bányavárosok főorvosa Selmecbányán. 
Mária Terézia 1770-ben a Nagyszombati Egyetemet kibővíti orvosi karral, ahol a kémia és botanika tanárának nevezik ki. 1777-ben a királynő az egyetemet áthelyezteti Budára majd 1784-ben fia II. József Pestre. 1773–1775-ben, 1778–1779-ben, 1783–1784-ben, 1788–1789-ben és 1792–1793-ban dékán volt, 1779–1780-ban és 1790–1791-ben pedig a rektori tisztet viselte.
A professzor a költözéseket követve egészen 1808-ig töltötte be az egyetemi tanári hivatását. Mindenütt füvészkertet is szervezett és hazai növényeket ültetett. Ő alapította meg, egy saját pénzen vásárolt telken a Budapest VIII. kerületében ma is működő Füvészkertet is, ahol virágzó gyümölcsöst létesített. Kortársával, Tessedik Sámuellel együtt az alföldi gyümölcstermesztés úttörői voltak.  
Mint tanár kétszer volt rektor, mint tudós sokat foglalkozott a kémiával és botanikával, sőt, 1784-ben tudós-társaságot is toborzott össze. Irodalmi működése a kémia és a növénytan terjesztését célozta. Számos hazai növényt ismert fel és a füvészkert kiadott névjegyzékeiben képekkel illusztrálva írta le új névvel jelölten őket. Ilyen jegyzékek az 1785. évi Index horti botanici Tyrnaviae, és 1788. évi Index horti botanici Universitatis Hungaricae, quae Psthini est. Endlicher. Indexében, melyet nem fejezett be, összesen 1656 növényfaj nevét sorolta fel és rézmetszetben mellékelt hozzá 26 növényrajzot. 

### A kémia magyarországi megalapozása
Az egyetemen 1770-től a kémiai-botanikai tanszék első professzoraként az ő feladata volt a tanszék felállítása, melyet meg is valósított. Közel negyven éven át vezette ezt a tanszéket és tudományos kutatóként rendszeresen publikált német folyóiratokban. Könyvei is cikkei jelentek meg, melyeknek rangja volt szerte Európában. A dualisztikus kémiai rendszer magyarországi meghonosítójaként 1784-ben közzétett elektrokémiai vizsgálataival már az akkumulátor elvi lehetőségét vetette fel. Jelentős ásványvízelemzéseket folytatott és az ammóniának az egyik vegyületét Winterliának nevezte. Figyelemfelkeltő eredményeket is elért a szakterületen, de a tanszékének nemzetközi ismertsége lett a legnagyobb erénye, mely alapja lehetett egy magyarországi kémiai iskola létrehozásának.

## Munkái
- 1. Dissertatio inaug. medica proponens in flammationis theoriam novam. Bécs, 1767
- 2. Specimen medicum exhibens synopsim reptilium emendatum cum experimentis circa venena et antidota reptilium austriacorum. Bécs. 1768
- 3. De metallis dubiis. Bécs, 1770
- 4. Systema artis pharmaceuticae in novo Tyrnaviensi laboratorio quotannis experimentis demonstrandi. Nagyszombat, 1772
- 5. Systematis chemici ex demonstrationibus. Nagyszombat, 1773
- 6. Flora Tyrnaviensis. Nagyszombat, 1774-48
- 7. Index horti botanici Tyrnav. Nagyszombat, 1775
- 8. Methodus analyticus agrarum mineralium. Bécs és Buda, 1781 (2. kiadás. Nagyszombat, 1784.)
- 9. Monatliche Früchte einer gelehrten Gesellschaft in Hungarn. Brachmonat 1784. Pest, 1784
- 10. Index secundus horti botanici Universitatis, quae Pestini (Név nélkül), Pest, 1788 (Nagyszombat, 1802.)
- 11. Die Kunst, Blutlauge und mehrere zur Blaufärberei dienliche Materialien im Grossen zu bereiten und solche zur Blaufärberei anzuwenden. Bécs, 1790
- 12. Über das Brownische System. Buda, 1798
- 13. Prolusiones ad chemiam seculi decimi noni. Buda, 1800 (Accessiones novas ad chemiam saeculi decimi noni. Buda, 1803, címlap nélkül)
- 14. De aqua soteria thermarum Budensium. Buda, 1804
- 15. Darstellung der vier Bestandtheile der anorganischen Natur... Jéna, 1804